# Štěpánovsko
Štěpánovsko (německy Stiepanowsko) je vesnice, část města Týniště nad Orlicí v okrese Rychnov nad Kněžnou. Nachází se jeden kilometr západně od Týniště nad Orlicí. Štěpánovsko je také název katastrálního území o rozloze 11,07 km².

## Přírodní poměry
Vesnice stojí ve Orlické tabuli. Severní hranice jejího katastrálního území tvoří tok řeky Orlice, který je zde s přilehlými pozemky součástí přírodní památky Orlice.

## Galerie

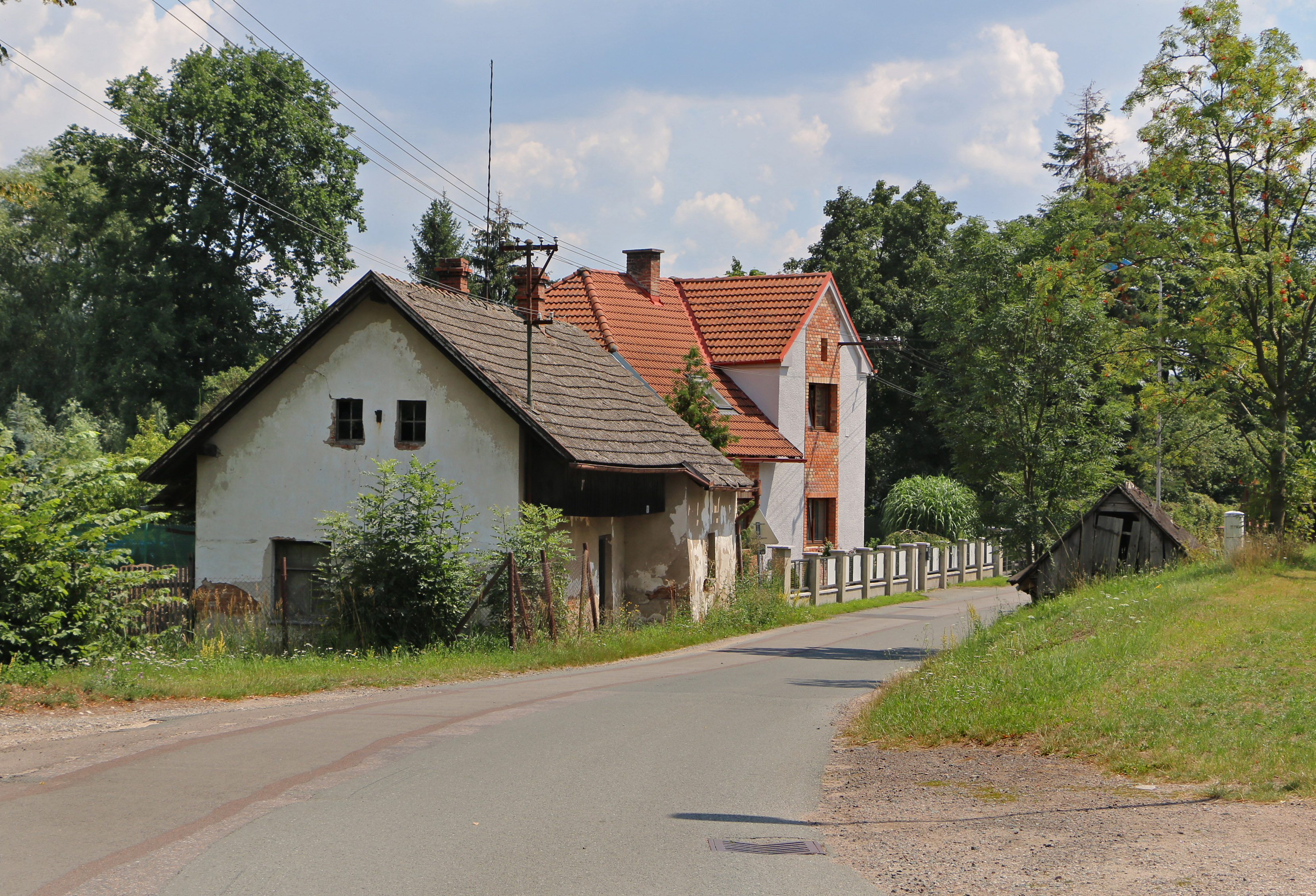
Silnice k Albrechticím nad Orlicí
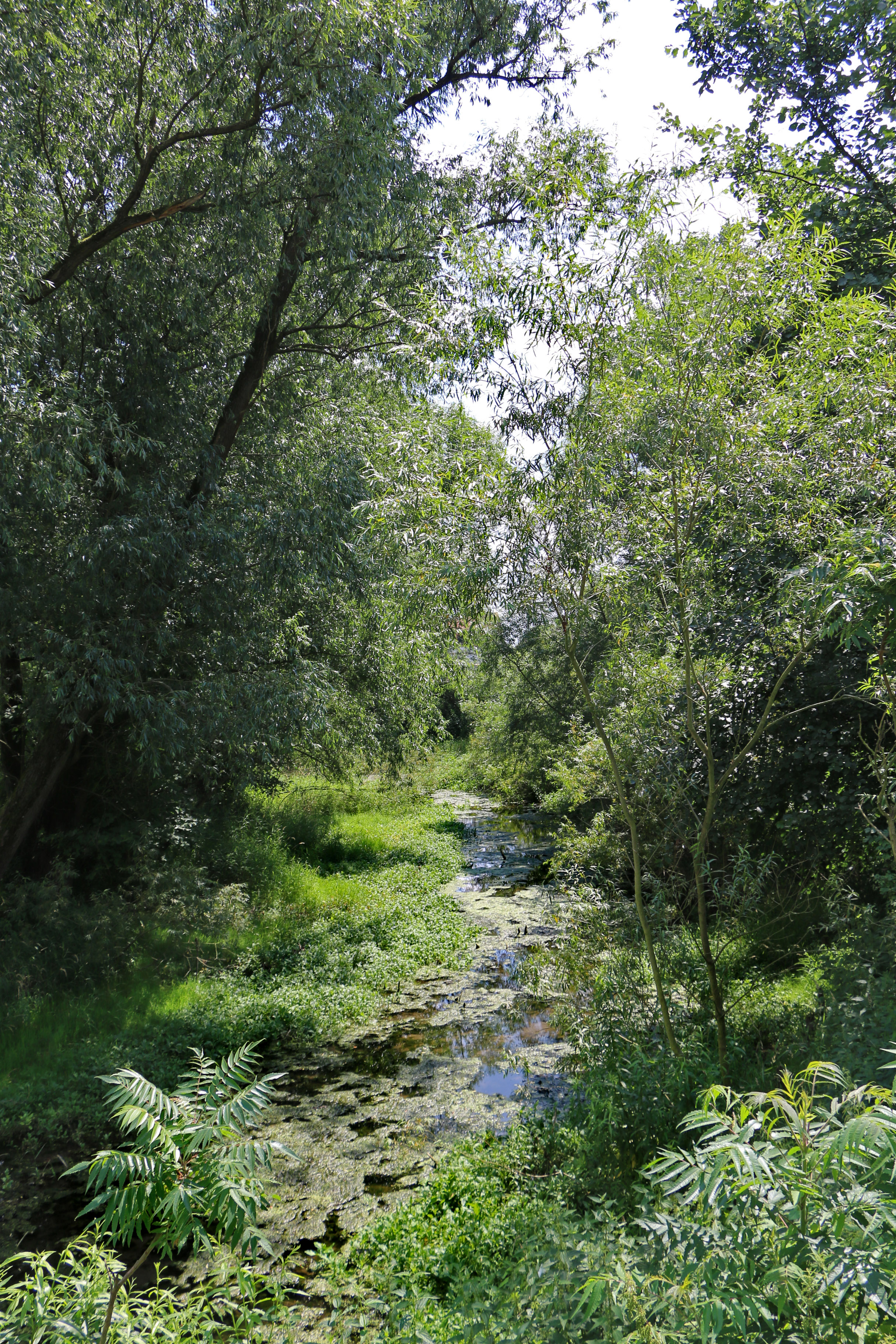
Slepé rameno Orlice
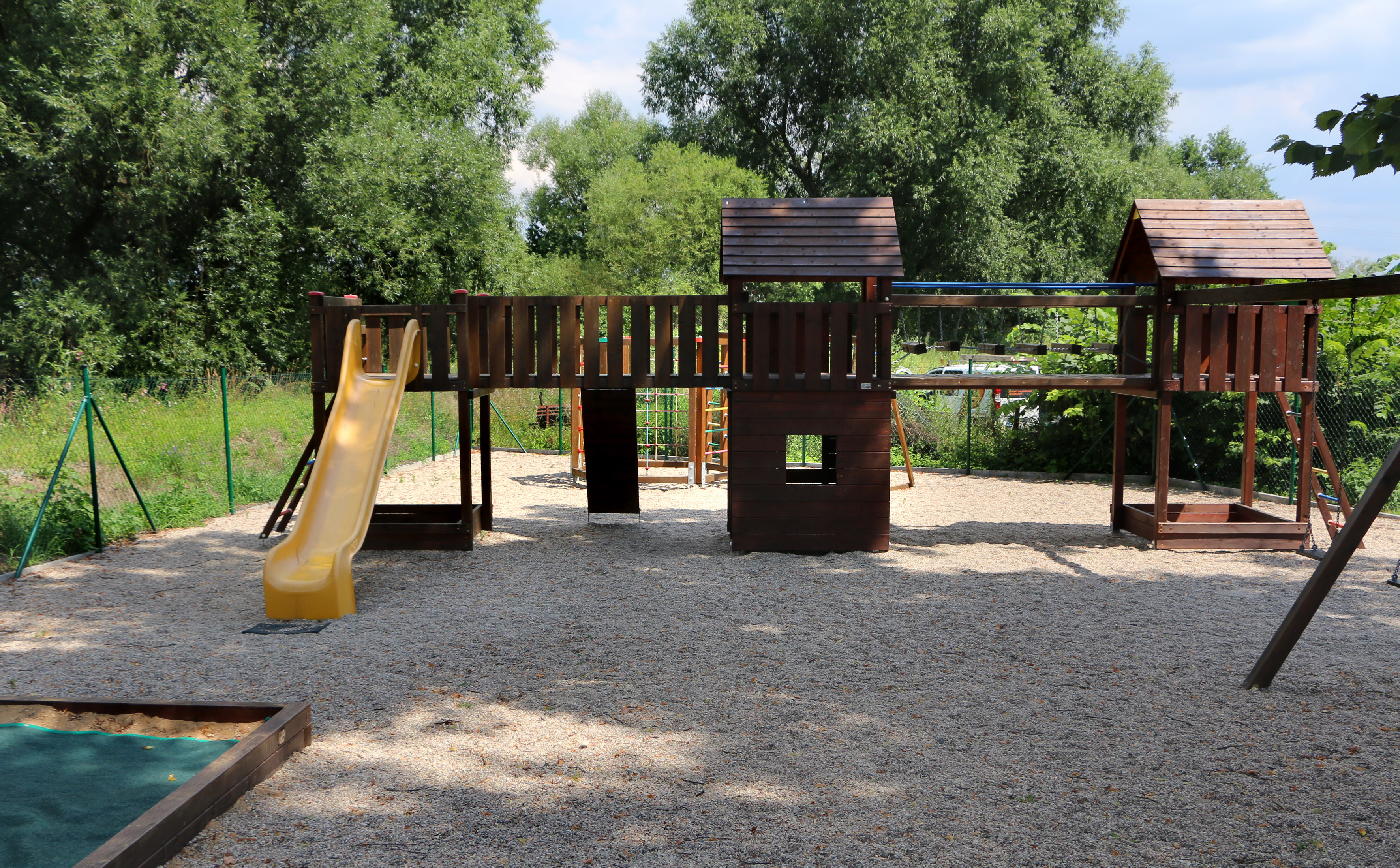
Dětské hřiště
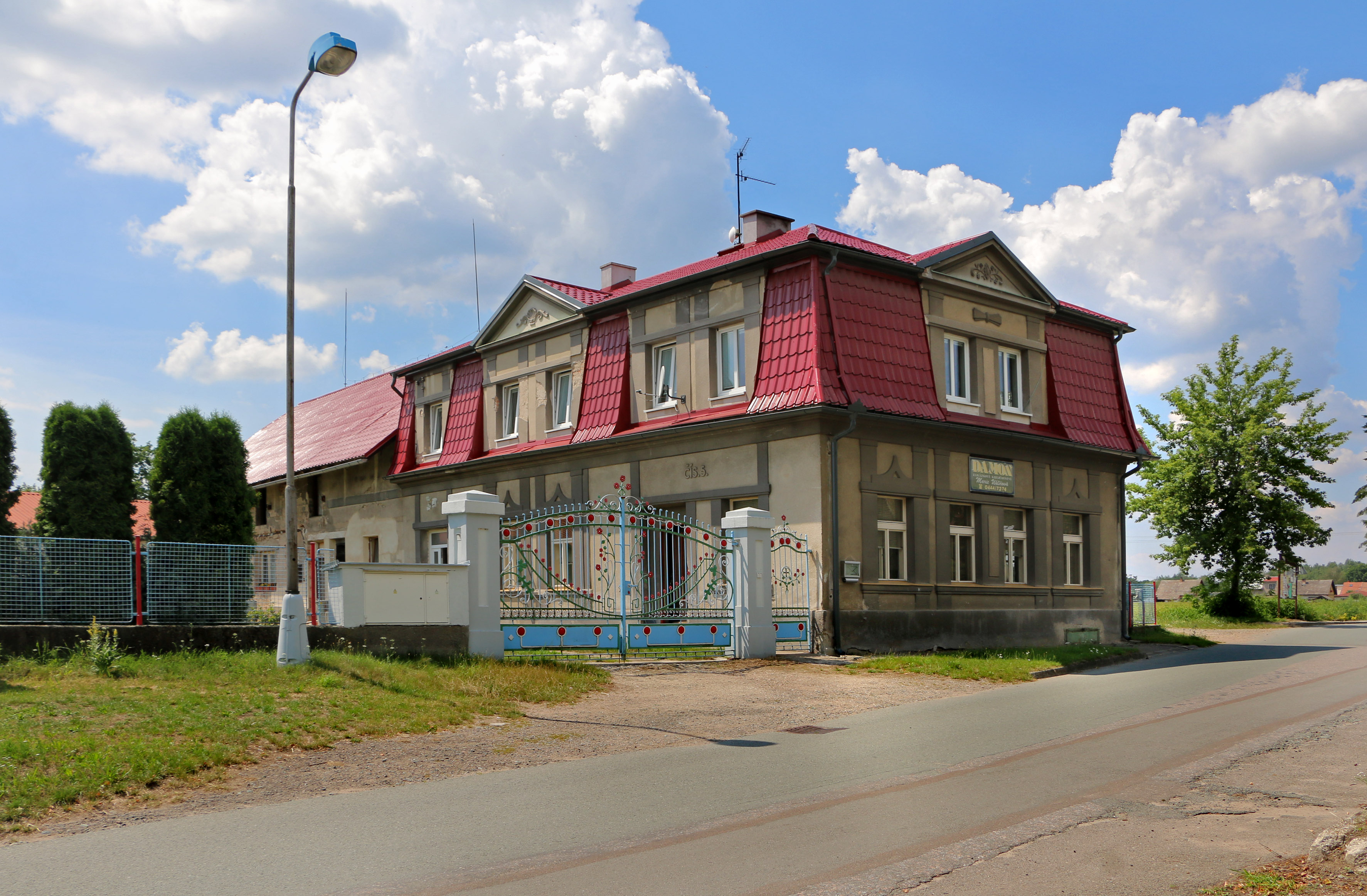